# Zawoja (gmina)
Zawoja – gmina wiejska w województwie małopolskim, w powiecie suskim. Siedzibą gminy jest wieś Zawoja.
Według danych z 31 grudnia 2012 r. gmina miała 9085 mieszkańców.

## Położenie

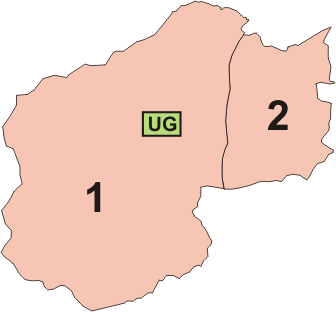
Podział gminy Zawoja:
1. Zawoja (siedziba gminy), 2. Skawica.

Gmina Zawoja położona jest w dolinie Skawicy (dopływ Skawy), między Pasmem Babiogórskim a Pasmem Jałowieckim (Beskid Żywiecki). Wsie gminy ciągną się wzdłuż głównej drogi łączącej Maków Podhalański z Zubrzycą i Jabłonką przez Przełęcz Krowiarki.
Jest to największa gmina powiatu suskiego, ale ze względu na jej górzyste położenie średnia gęstość zaludnienia jest tutaj najniższa. Większa część ludności zamieszkuje w dolinie. Aż 65% powierzchni gminy stanowią lasy.
Według danych z 1 stycznia 2013 r. powierzchnia gminy wynosiła 128,78 km². Gmina stanowi 18,78% powierzchni powiatu.
Według danych z roku 2002 gmina Zawoja ma obszar 128,8 km², w tym: użytki rolne 32%, użytki leśne 66%.
W latach 1975–1998 gmina położona była w województwie bielskim.

## Sąsiednie gminy
Bystra-Sidzina, Jabłonka, Jeleśnia, Koszarawa, Lipnica Wielka, Maków Podhalański, Stryszawa. Gmina sąsiaduje ze Słowacją.

## Demografia

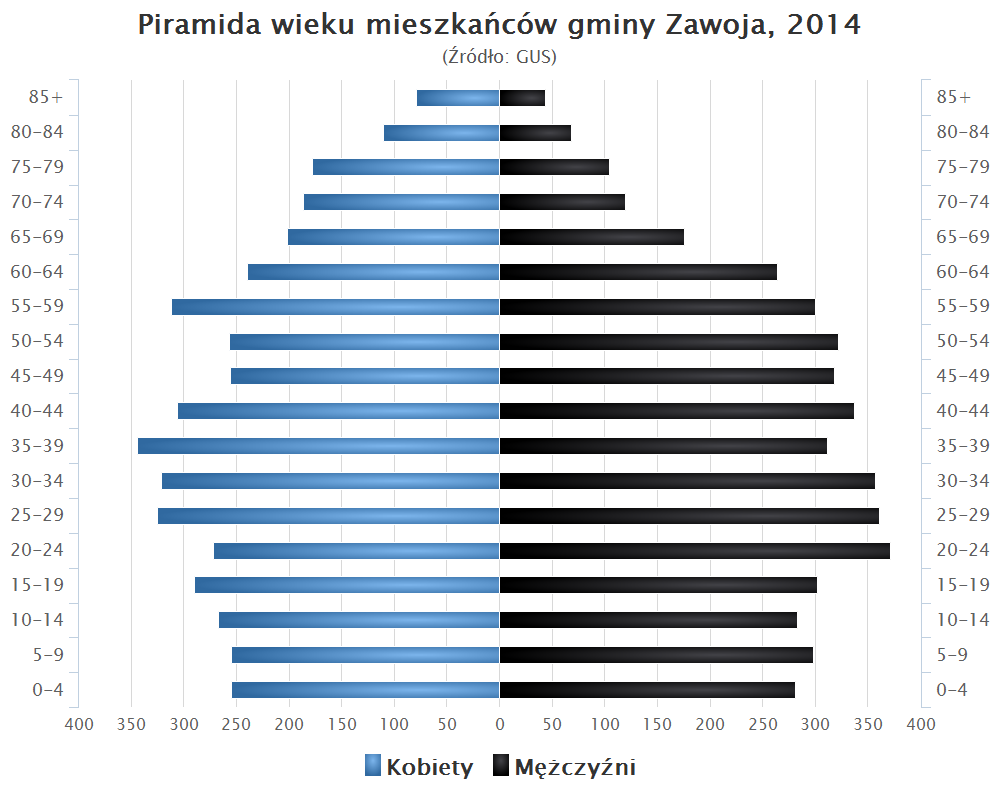
Piramida wieku mieszkańców gminy Zawoja w 2014 roku

Dane z 30 czerwca 2004:
| Opis                              | Ogółem | Ogółem | Kobiety | Kobiety | Mężczyźni | Mężczyźni |
| --------------------------------- | ------ | ------ | ------- | ------- | --------- | --------- |
| jednostka                         | osób   | %      | osób    | %       | osób      | %         |
| populacja                         | 8815   | 100    | 4356    | 49,4    | 4459      | 50,6      |
| gęstość zaludnienia (mieszk./km²) | 68,4   | 68,4   | 33,8    | 33,8    | 34,6      | 34,6      |

## Historia
Teren dzisiejszej gminy należał od XIV wieku do końca XVIII wieku do starostwa lanckorońskiego. To właśnie ono prowadziło akcję osadniczą na tych terenach pod koniec XVI wieku. Z 1593 pochodzą pierwsze wzmianki o wsi Skawica. Charakterystyczną formą osadnictwa były tu tzw. zarębki. Osadnicy lokowani byli na porośniętym lasem terenie około 24 mórg, który musieli wykarczować, tworząc sztuczne leśne polany. Później zarębki te przekształcił się w większe osiedla – przysiółki, nazywane tutaj „rolami”.
XVI i XVII wiek to okres osadnictwa wołoskiego, których śladem jest współczesne nazewnictwo geograficzne w tym obszarze. Sama Zawoja, o której pierwsza wzmianka pochodzi z 1646, była zasiedlona przez Wołochów. Nazwa ta (pierwotnie Zawoje) oznacza „podmokły las nad urwistym zakolem rzeki”. Obok nazwy wołoskiej funkcjonowało jeszcze określenie Górna Skawica. Dopiero od 1836 obowiązującą nazwą jest Zawoja. Od tej pory obie osady uznawane są za oddzielne wsie.
Obie wsie, stanowiące królewszczyznę, były dzierżawione szlachcie, tworząc z innymi wsiami tzw. klucz makowski. Sytuacja chłopów była ciężka, tak że niekiedy dochodziło do wystąpień przeciwko właścicielom ziemskim. Największy z nich miał miejsce w 1699, a na jego czele stanął wójt Skawicy Jakub Śmietana. Bunt został jednak wkrótce stłumiony, a jego przywódca ścięty. W tym też okresie działali miejscowi zbójnicy, nazywani tutaj „beskidnikami”.
Po I rozbiorze Polski obszar gminy zajęty został przez Austriaków. Wkrótce okoliczne dobra zajęte został przez skarb austriacki. W 1839 nabył je hrabia Filip Saint Genois d’Anneaucourt, który rozwijał tu m.in. hutnictwo żelaza. Upadek tego drobnego przemysłu sprawił, że w 1878 jego syn sprzedał te dobra Habsburgom z Żywca. Pogorszenie sytuacji zmusiło mieszkańców do migracji zarobkowych. Pod koniec XIX wieku obie wsie zamieszkiwało już blisko 6,5 tys. mieszkańców. W Zawoi istniała szkoła i urząd pocztowy.
W połowie XIX wieku turyści odkrywają tę okolicę. Zawoja staje się ważną miejscowość letniskową, do której zmierzają turyści z Krakowa i całej Galicji. Na przełomie XIX i XX wieku powstała nowa droga łącząca Zawoję z Makowem. Zawoja rozwija się jeszcze szybciej po 1918; wówczas przybywało tu rocznie nawet do 5 tysięcy wczasowiczów. Wieś otrzymała regularne połączenie autobusowe z Krakowem. W 1924 część zawojskich lasów znalazło się w posiadaniu Polskiej Akademii Umiejętności, którym dobra przekazali Habsburgowie żywieccy. Walory turystyczne wsi znalazły potwierdzenie w przyznanym w 1927 statusie miejscowości klimatycznej. 
24 kwietnia 1936 w Warszawie delegacja gminy Zawoja wręczyła ówczesnemu ministrowi spraw wojskowych generałowi dywizji Tadeuszowi Kasprzyckiemu dyplom honorowego obywatelstwa gminy. Jednym z delegatów był wójt gminy, porucznik w stanie spoczynku Antoni Woliński.
Rozwój tego obszaru zatrzymała II wojna światowa. Po 1945 przystąpiono do kolejnej rozbudowy bazy turystycznej gminy. Do dziś turystyka jest podstawą lokalnej ekonomii.

## Turystyka

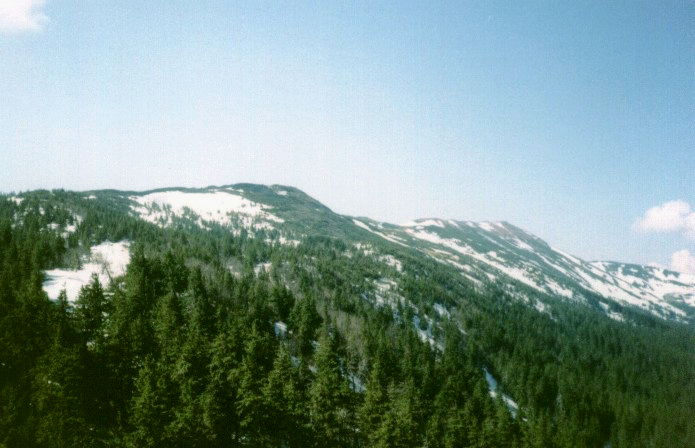
Szczyt Babiej Góry

Cała gmina, a zwłaszcza Zawoja, są odwiedzane przez turystów już od 2. połowy XIX wieku. Szczególnym punktem na mapie turystycznej gminy jest szczyt Babiej Góry (1725 m n.p.m.). Inne wysokie szczyty to Polica (1369 m), Gówniak (1617m) oraz Jałowiec (1111 m).
Baza noclegowa liczy ponad 2,5 tys. miejsc noclegowych w kilkudziesięciu obiektach hotelowych i gospodarstwach agroturystycznych. Dla turystów górskich przygotowane są pola namiotowe i schroniska. Ciągle rozbudowana jest infrastruktura turystyczna. Przez gminę przebiegają liczne górskie szlaki turystyczne. Zaproponowanych jest także kilka szlaków tematycznych, m.in. szlak architektury drewnianej czy szlak owocowy.
Dorocznie organizowane są liczne imprezy plenerowe, do najciekawszych zaliczyć można Babiogórską Jesień, Wielką Majówkę oraz wyścigi na nartach po wyciągach w Zawoi. Publiczność przyciągała także występy lokalnych zespołów ludowych, przedstawiających folklor Babiogórców.

## Zabytki
- Drewniany kościół z końca XIX wieku,
- Dworzec Babiogórski, drewniany pensjonat z początku XX wieku,
- Karczma z XIX wieku,
- Muzeum Babiogórskiego Parku Narodowego w zabytkowym XIX-wiecznym budynku zarządu lasów,
- Drewniana zabudowa z XIX i początku XX wieku – pensjonaty oraz zabudowania góralskie,
- Kamienne piwniczki kryte gontem (Czatoża),
- Kapliczki i figurki przydrożne, m.in. związana z wieloma legendami kapliczka zbójnicka,
- Klasztor Karmelitów Bosych w Zawoi,
- Skansen w Zawoi – Markowej.

## Jednostki pomocnicze
Gmina posiada 8 jednostek pomocniczych.
| Sołectwo           | Obszar – integralne części miejscowości, przysiółki |
| ------------------ | --- |
| Skawica Centrum    | U Steca, Limów, Rotnia, U Ficków Dolnych, U Ficków Górnych, Frontowo, U Wiechcia, U Małysy, U Szarleja, U Fiedora, U Majerza, U Wojtyczka, U Kocura, U Pacygi, U Buby Dolnego, U Buby Górnego,U Barana, U Zemlika, U Skuty, Sołtystwo, U Migasa, U Czarnego, U Sitarza, U Franczaka, U Palucha, U Żurka |
| Skawica Sucha Góra | Budowna, Hucisko, Malicka, Na Biskupce, Na Dzwonku, Na Madejce, Na Matusowej, Na Pabisce, Na Potoręcznej, Na Tokarnem, Oblica, Pod Grapą, Pod Polaną, Sitarka, Sucha Góra, U Bartonków, U Kani, U Kocurków, U Kowali, U Orawców, U Rusina, U Sarleja, U Sołtysa, U Warty, U Wiechcia, U Zaręby, W Małysim Potoku |
| Zawoja Górna       | Podryżowana, Ryżowana, Świniarka, Policzne, Rybna, Norczak, Wilczna, Składy, Cioćki, Miłosierna, Paluchówka, Barańcowa, Markowa, Czatoża, Widły, Bajerska Maszyna, Kolisty Groń, Podświniarka, Stolarka, Hyrb, Krzemienna, Madziarowa, Markowe Szczawiny, Morgi, Cyrchel, Kwiatek, Pod Brzegiem, Stonów |
| Zawoja Centrum     | Zemliki, Hujdy, Sule, Koziny, Podpolice, Krzonka, Hujdowa, Czarnotowa, Malikowa, Koszorek, Kowalowa, Masówka, Piątkowa, Kudłata, Pod Kiczorką, Za Potokiem, Brzeg, Borowi, Giertugi, Obłapiana, Kąkole, Centrum, Polaki, Podsot, Trybały, Warzechówka, Kukle, Burdyle, Zające, Miśkowce, Żywczaki, Surmiaki, Swalisko, Piergiesowe Polanki, Kaselówka, Kiczora, Szczurkówka, Śpikówka, Dolina, Smyraki, Łazy, Pod Polaną, Za Wodą, Sałaciaki, Kalina Dolna, Kalina Górna, Piergiesi, Gliśnica, Górnica, Kiczorka, Kiecka, Pod Grapą, W Potoku, Topory, Kamieńce, Bubiakowa, Ogon, Za Groniem, Mazurowy Potok, Makosiowa, Maliki, Skutowa, Obidowa |
| Zawoja Przysłop    | Beskid, Bielasy, Bory, Bubiaki, Granica, Kobiele, Lachy, Maliny, Morawy, Nowe Osiedle, Pająkówka, Pod Grapą, Polana, Przysłop, Toczki, Zabór, Zakamień |
| Zawoja Dolna       | Zalas, Burdyle, Za Madejką, Gołynia, Sitkówka, Pająki, Marszałki, Łatki, Mazury, Szczurki, Śmietany, Chowaniacy, Fujacy, Gawły, Barańce, Zielone Osiedle, Chopy, Stróże, Maryniacy, Bartyzele |
| Zawoja Mosorne     | Budzonie, Fiedorówka, Bębny Górne, Bębny Dolne, Zimna Dziura, Błędna, Hrabkowa, Polanki, Księża Polana, Petułowa, Rąbaniska, Obłaźna, Podgórze, Mosorne, Limierzyska, Diabli Młyn, Pyciakowa, Franule, Kąkolowa, Wełczoń, Kijakowa, Barankowa, Magurka, Buki, Giertugowa, Kuklowa, Mylne Młaki, Pasieka,Płasonie, Sitarze, Wartowa, Wyśnia, Zakopaniec, Zaręby, Gronik |
| Zawoja Wełcza      | Wełcza, Skupnie, Opaczne, Barany, Kolędówka, Kącina, Kudzie, Jaworskie, Mętle, Surzyny, Buczyna, Figury, Dolinka, Gajówka, Włosianka, Hurbalówka, Łabędzie, Marki, Mleczna, Można, Trzebuniaki, Za Polaną, Średnie |

Należy zaznaczyć, że podane wyżej nazwy „Ryżowana” i „Podryżowana” (jako osiedla Zawoi Górnej) są błędne, stanowiąc wynik niefortunnej urzędniczej "korekty". Nazwy prawidłowe to „Ryzowana” i „Podryzowana”.

## Miejscowości
Miejscowości podstawowe: Markowe Szczawiny, Norczak, Skawica, Zawoja.